# 오시마 고키
오시마 고키(일본어: 大島 康樹, 1996년 5월 30일 ~ )는 일본의 축구 선수이다.

## 구단 경력
그는 2014년부터 J리그의 가시와 레이솔, 카탈레 도야마, 도치기 SC, 더스파구사쓰 군마에서 뛰었다.